# Kvarteret Päronet

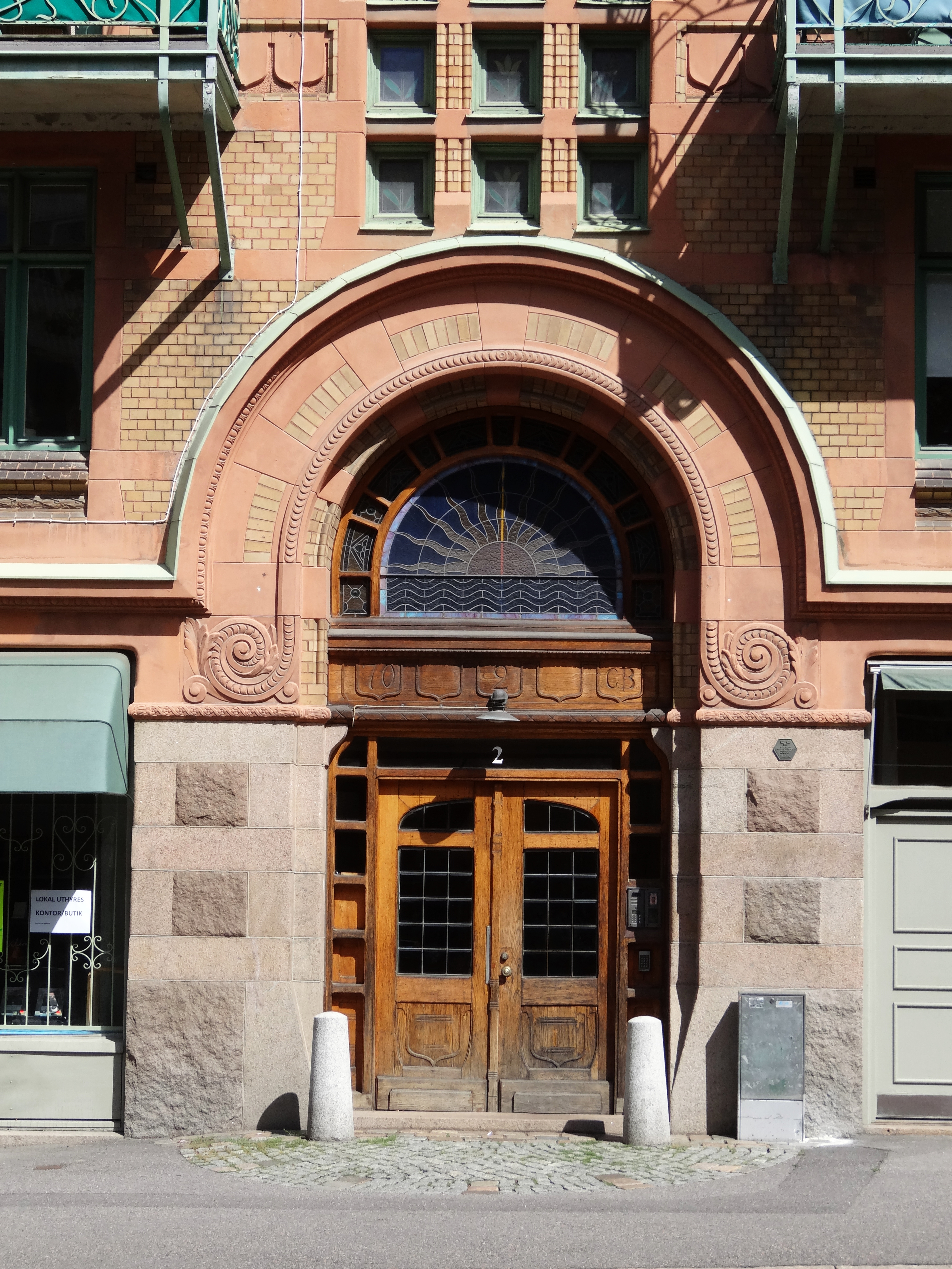
Fastighetens entré vid Föreningsgatan 2.

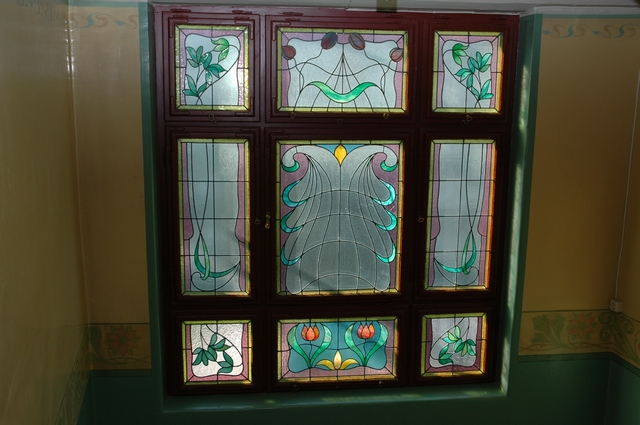
Blyinfattade glasfönster i trapphuset, kvarteret Päronet.

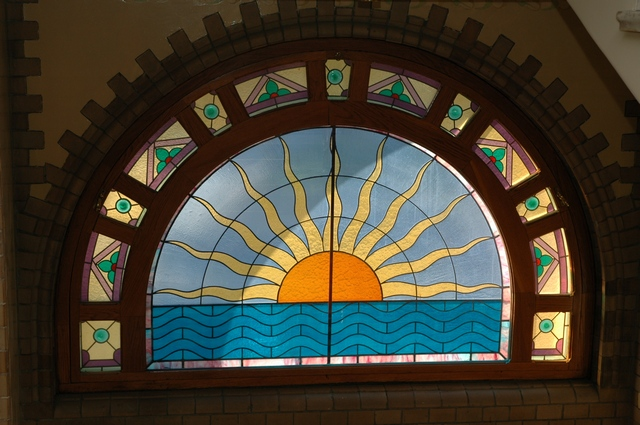
Soluppgång, blyinfattat glasfönster i trapphuset, kvarteret Päronet.

Kvarteret Päronet, Annedal 2:5, är ett hus uppfört 1902-1903 med adress  Föreningsgatan 2 vid Folke Bernadottes gata och Västergatan i Göteborg. Arkitekt var Louis Enders. Huset är byggnadsminne sedan 5 november 1998. Då huset byggdes var det ett av Göteborgs modernaste bostadshus med personhiss, en särskild torrklosett-hiss och centralvärme. Köken hade jungfrukammare och fastigheten en gemensam portvakt. Ursprungligen omgavs huset av förträdgårdar längs med Västergatan och Folke Bernadottes gata.

## Beskrivning
Kvarteret Päronet ligger i stadsdelen Annedal på gränsen till Vasastan i Göteborg. Annedal fick sin stadsplan 1872 och var en av Göteborgs arbetarstadsdelar, som byggdes under högkonjunkturen på 1870-talet när bostadsbristen var stor. Varje våningsplan hade två lägenheter med fyra eller fem rum och kök. De tolv lägenheterna hyrdes ut till tjänstemannafamiljer. På andra våningen var arkitekten Enders familj bosatt fram till 1905. I entréplanet fanns det flera mindre kontor och butiker. Under mer än etthundra år fanns här bland annat apotek, brödbutik, charkuteriaffär, cigarraffär, kaffé, kortvaruaffär, mjölkaffär, servicebutik och skrädderi.
Kvarteret Päronet ligger mot Föreningsgatan, Västergatan och Folke Bernadottes gata. Byggnaden uppfördes 1902-1903 efter ritningar av arkitekten Louis Enders och ersatte då en tvåplans trävilla. Byggnaden i gult förbländertegel är ett fristående femvånings bostadshus med butikslokaler i bottenvåningen och med inredd vindsvåning.

Entrén finns på byggnadens södra fasad. De ritningar, som lämnades in i samband med bygglovet visar en betydligt mer traditionell utformning än den utpräglade jugendstil, som huset gavs.
Trapphuset utmärks av fönster med blyinfattat färgat glas. Balkongernas räcken är av grönmålat smidesjärn med slingrande stiliserad växtornamentik. Hörntorn sträcker sig genom nästan hela fasaden. Gavelfasaderna består till fem våningars höjd av ett utskjutande risalitparti, som avslutas överst med en altan. Matsalen i rumsplanen är tydlig genom de större fönsterytorna.

## Historik
Fastigheten på Föreningsgatan 2 är ett flerbostadshus i fem våningar plus bottenvåning och vindsvåning. Det uppfördes 1902-1903 efter ritningar av arkitekten Louis Enders, som 1894 hade inflyttat till den trävilla som på 1870-talet hade uppförts på denna tomt med gatuadress Västergatan 6B. Enders inköpte fastigheten 1898 och lät frilägga tomten genom att i juni 1902 utannonsera trävillan till försäljning för avflyttning. Enders nybyggnad hade beviljats byggnadslov 21 nov 1901 och byggnationen torde ha påbörjats hösten 1902. Hyresgästerna började inflytta i nybyggnaden i november 1903.
Huset är en fristående tegelbyggnad i jugendstil. Grunden är av armerad betong och huset bärs upp av en stålstomme och bjälklag av betong. Exteriören har ett oregelbundet utseende med utkragade hörntorn, balkonger och olika takformer. Balkong- och trappräckenas smidesjärn är grönmålade och i slingrande stiliserade växtformer där varje våningsplan har individuella mönster. De tycks vara direkt hämtade ur den belgiske arkitekten Victor Hortas mönsterbildande järnsmideskonst.
Terrakottaplattor med motiv från naturriket pryder fasaden tillsammans med dekorativa listverk och slutstenar. 
Huvudentrén betonas genom ett välvt blyinfattat fönster med solmotiv. Fönsterstorlek och utformning varierar mycket. Trapphusmålningarna anknyter till influenser från art nouveau. Arkitekten Louis Enders var även orientaliskt inspirerad. På flera av hans byggnader finns utsmyckningar, som kupoler, tinnar och torn. Den inre planlösningen framgår tydligt av fasadens utformning och grupperingen av fönsterna. Byggnaden innehåller tolv lägenheter, vilka utgår från den L-formade så kallade herrgårdsplanen. Varje lägenhetsdörr pryds av blyinfattade fönster med växtmotiv. Arkitekten hade lärt sig stål- och betongkonstruktion i USA.
Trapphusets väggar är dekorerade med bårder och band i böljande blomstermotiv och golvet består av svarta och vita marmorplattor i schackmönster. På initiativ av de boende har byggnaden genomgått en kontinuerlig och varsam renovering.